# Công viên Trung tâm ở Bydgoszcz

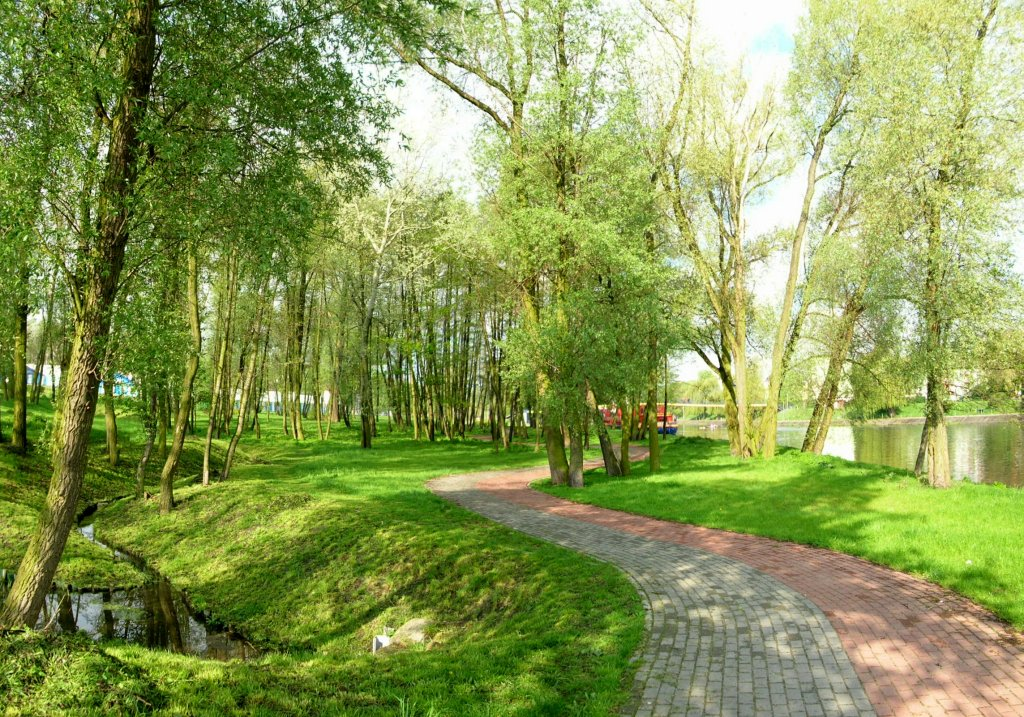
Công viên Trung tâm ở Bydgoszcz

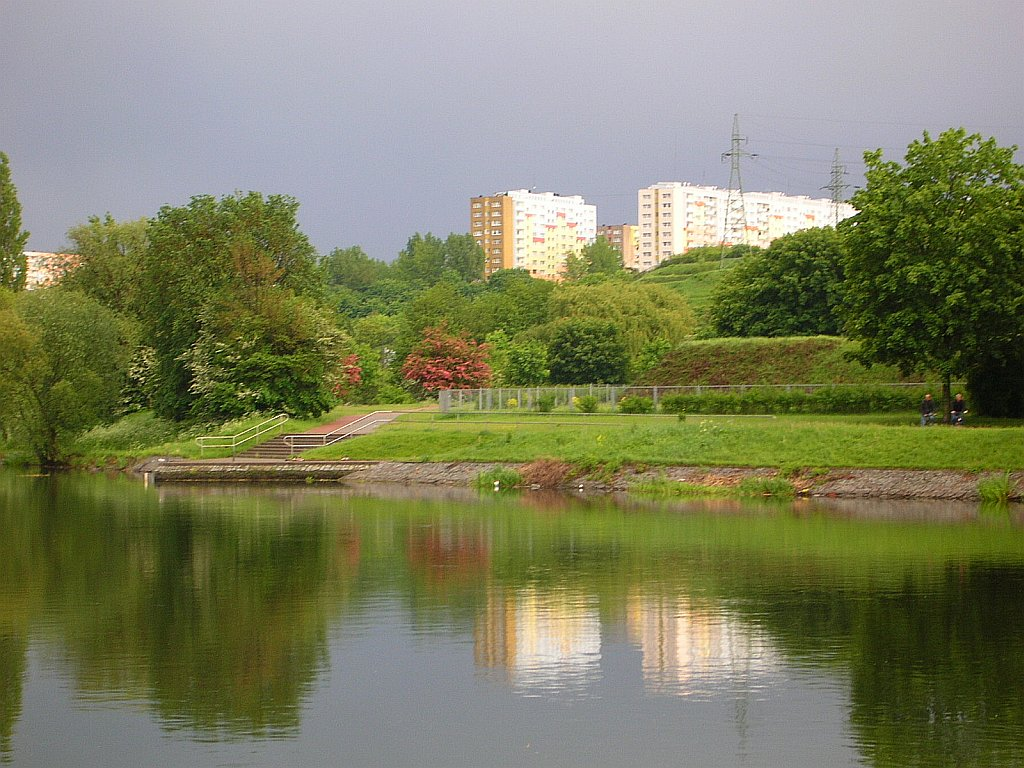
Khu vực dọc sông Brda

Công viên Trung tâm ở Bydgoszcz (tiếng Ba Lan: Park Centralny w Bydgoszczy) là một trong những công viên ở Ba Lan, tọa lạc ở thành phố Bydgoszcz. Công viên bắt đầu hoạt động từ năm 1974 và có tổng diện tích là 6,22 ha. Công viên nằm nằm dọc sông Brda, gần nhà thi đấu Łuczniczka, và tiếp giáp với Phố Wyszyńskiego và Phố Toruńska.

## Lịch sử
Công viên Trung tâm ở Bydgoszcz được khánh thành vào năm 1974 trên cánh đồng cỏ rộng lớn dọc sông Brda. Tháng 10 năm 2002, nhà thi đấu thể thao và giải trí Łuczniczka đi vào hoạt động. Từ đó, công viên càng được cư dân cũng như du khách biết đến. Đặc biệt, Giải bóng chuyền nam vô địch thế giới 2014 ở Bydgoszcz cũng được tổ chức tại khu vực nhà thi đấu.

## Khám phá
Công viên sở hữu nhiều lối đi, ghế dài và khu sân chơi. Ngoài ra, nơi đây còn có nhiều loài cây bản địa, ưa đất ẩm như cây phong, cây hạt dẻ, cây dương, cây sồi, cây liễu, cây bồ đề, cây mã đề, cây trăn hay cây du. Một cánh đồng cỏ rộng lớn cũng là nét đặt trưng của công viên này. Một số địa điểm nổi tiếng tại đây bao gồm:
- Nhà thi đấu Łuczniczka
- Khu vực bắn cung
- Sân quần vợt
- Bến chèo thuyền

Năm 2020, chim cốc và chim gõ kiến xanh được nhìn thấy trong công viên.

## Hình ảnh

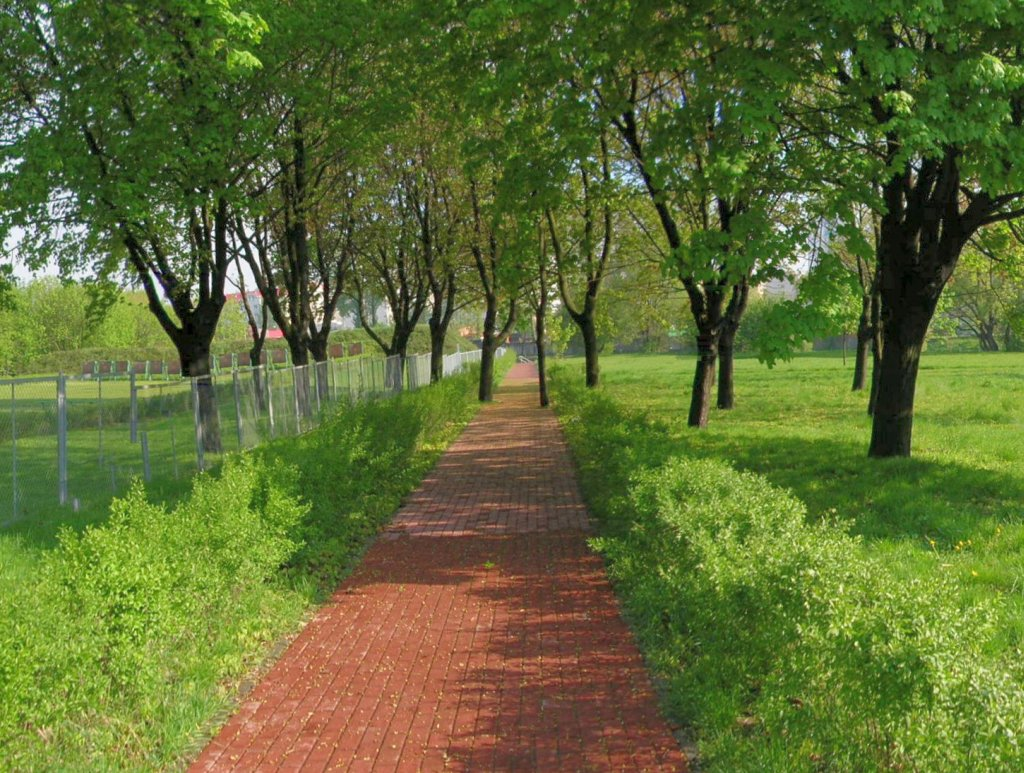
Mùa xuân
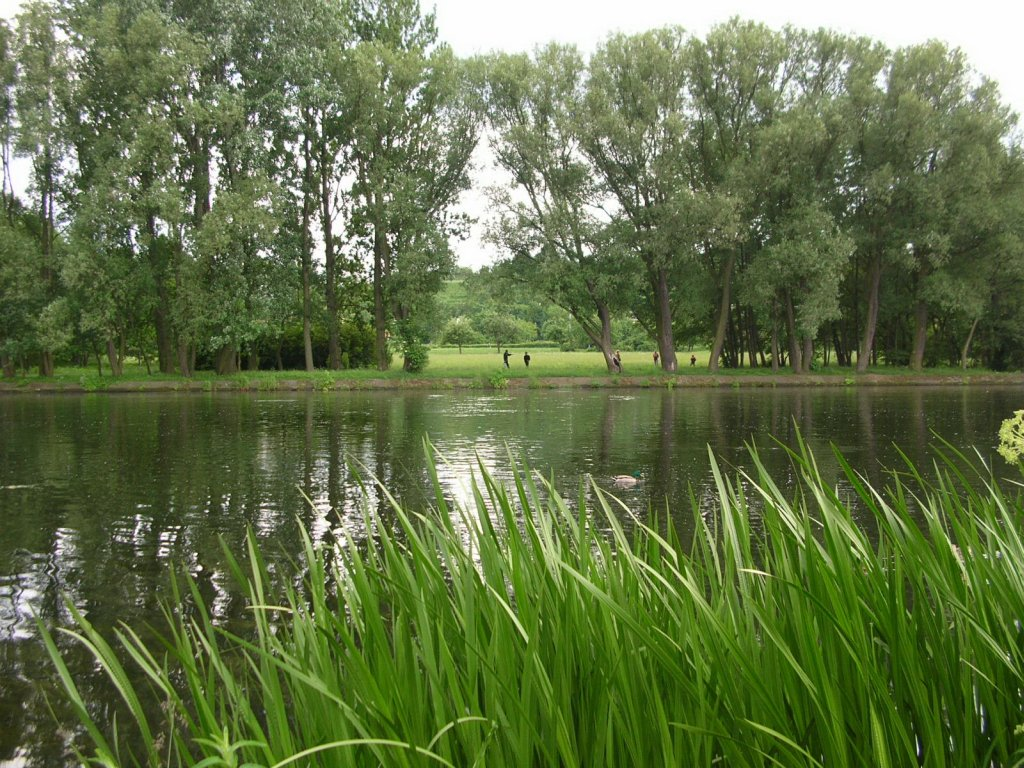
Mùa hè
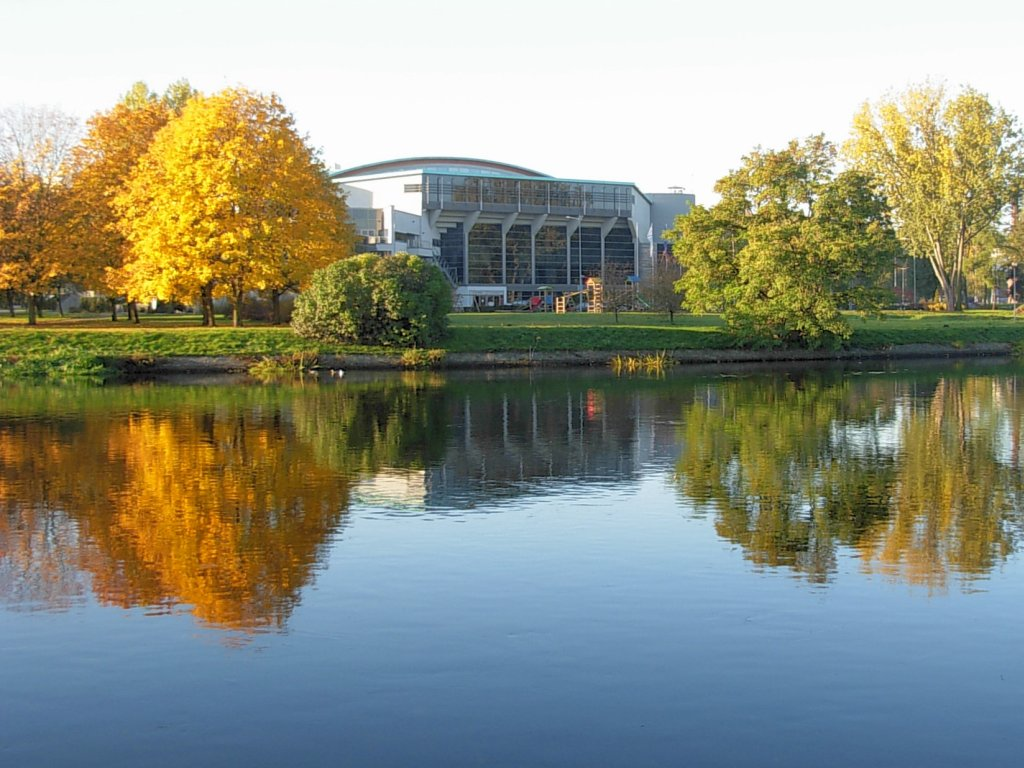
Mùa thu
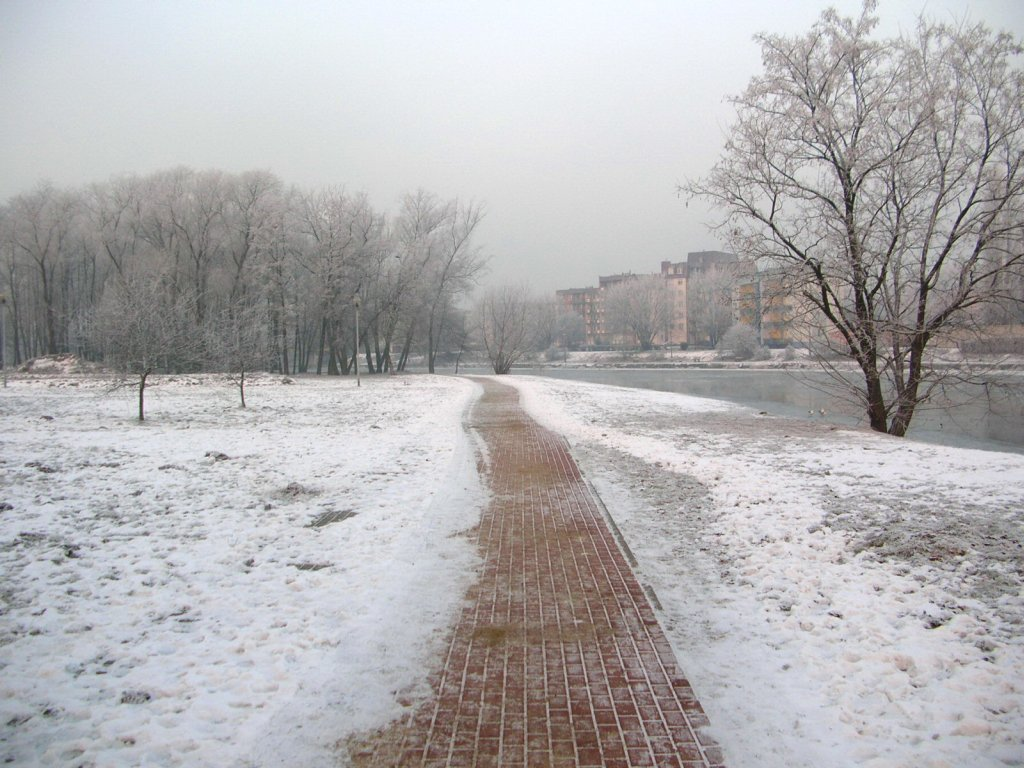
Mùa đông